# Ахмед-хан
Ахмед-хан Кайтагский (по прозвищу «Большой»; 1666, Маджалис, Кайтагское уцмийство — 1750, Маджалис, Кайтагское уцмийство) — уцмий Кайтага, политический и военный деятель в истории Дагестана, один из организаторов и идеологов антииранских восстаний в Дагестане.

## Становление и приход к власти
Родился в 1666-м году, предположительно в столице Кайтагского уцмийства, в селе Маджалис, был внуком уцмия Рустам-хана который во время своего правления издал свод законов на местных диалектах даргинского языка[значимость факта?]. Власть в Кайтаге в 1706-1710 годах оказалась в руках кубинского хана Ахмед-хана, сына Гусейн-хана, но по сути шахского ставленника. Но править ему пришлось недолго. В Кайтаге разразилась междоусобица. Вскоре после смерти Амир-Хамзы против Ахмед-хана, сына Гусейн-хана, в 1710 году выступил внук уцмия Рустам-хана от сына Улуга, Ахмед-хан, находившийся в Верхнем Кайтаге. Около 1711 года ему удалось изгнать Ахмед-хана, сына Гусейн-хана, из Башлы в Маджалис. Вскоре Ахмед-хан Большой сумел склонить на свою сторону одного из нукеров Ахмед-хана, сына Гусейн-хана, который неожиданно убил своего господина в его доме в Маджалисе. Этот год принято считать официальной датой вступления Ахмед-хана на престол уцмия. Несмотря на то, что Ахмед-хан был уцмием 40 лет, на его могиле написано, что он «оставался в государстве 50 лет», что даёт основание полагать, что, примерно, 10 лет до начала правления он возглавлял какой-то удел в Верхнем Кайтаге.
После закрепления его у власти Ахмед-хан получает от шаха Солтан Хусейна утверждение в звании уцмия. Ему также было дано жалованье в 200 туманов в год (600 тогдашних российских серебряных рублей), вместо обычных 100, но чуть позже жалованье было отнято из-за тайной антииранской деятельности Ахмед-хана. Шамхалы Тарковские ежегодно получали из шахской казны до 40 тысяч рублей.
Вскоре Ахмед-хан военным путём присоединяет Табасаран, вынудив к уступкам майсума Мухаммеда и остальных правителей.

## Антииранская деятельность
В начале XVIII века начались волнения в Кайтаге. Жители Кайтага, выступали против феодального угнетения и колониальной политики Сефевидов по отношению к ним. Во главе Кайтагского уцмийства в это время находился энергичный и последовательный уцмий Ахмед-хан прозванный в народе «Большой». Он не заставил себя долго уговаривать и проявив готовность принять самое активное участие в борьбе за изгнание кызылбашей с Кавказа. Одним из побудительных мотивов была и его вражда с кубинским Султан-Ахмед-ханом.

В древней рукописи «О борьбе дагестанцев против иранских завоевателей» сказано следующее:
«Когда утвердилась власть Ахмад-хана свершилось желаемое — изгнание рафизитов, то овладело им искреннее усердие в восходе по путям совершенства, и он отправился в горы для поисков надежных людей среди храбрецов. В казне его не было имущества, кроме части для верных людей его, а в селениях не осталось его раятов, кроме тех, кем одарил он последовавших за ним эмиров, таких, в частности, как эмиры Кумуха — Сурхай и Шукук, эмиры Хамри, Буйнаки, старейшины Кубы и кадии Акуши и Кайтага. За ним следовали все дагестанские эмиры, кроме шамхала. Ахмад-хан воздвиг в Дагестане шатры спокойствия и безопасности, разостлал постели справедливости и правосудия, разрушил основы несправедливости и произвола. Он упрочил знамя управления в Кайтаге, силой овладел престолом уцмия. Он оказался храбрее отцов и дедов своих, усердствовал в охране чистоты ислама от неверующих и рафизитов».

Став во главе восставших, он придал восстанию антииранский характер. Уцмий Ахмед-хан, как писал А.К. Бакиханов, «посредством тайных прокламаций старался возмутить жителей Ширвана и вооружить их против Персии».
«О, жители Мускура! О, жители Ширвана! — говорилось в одной из таких прокламаций, — Я хочу освободить вашу страну от рафизитов. Если вы хотите избавиться от них, пошлите ко мне своих людей для переговоров». 
Те согласились, послали одного из самых благоразумных людей по имени Хаджи-Давуд. Хаджи-Дауд прибыл к Ахмед-хану, и они начали переговоры и планировку всеобщего восстания. Во время пребывания в Дагестане Хаджи-Дауду удалось склонить на свою сторону и Сурхая Кази-кумухского. Вернувшись на родину, Хаджи-Дауд провозгласил, что он призван Аллахом избавить правоверных суннитов от тирании исказителей и врагов ислама — шиитов.
В 1711 году восстание против иранских властей снова началось в Джаро-белоканских обществах, а также среди лакцев и южнодагестанцев. Во главе восставших стоял Хаджи-Дауд. Его поддержал уцмий, который отправил к нему отряд под предводительством Муртазали, сына уцмия Амир-Хамзы. В том же году повстанцы во главе с Хаджи-Даудом и Муртазали «завладели Шабранским магалом, разгромили его, истребляя попадавших в их руки кызылбашцев, а также разрушили сам город и разграбили имущество населения». После этой победы уцмий Ахмед-хан передал кайтагское войско в распоряжение своего военаначальника, Али-Джорука, который, соединившись с отрядом Хаджи-Дауда и Сурхая Кази-кумухского, взял крепость Худат —  резиденцию кубинского хана. Здесь же был убит и кубинский хан Султан Ахмед-хан. 
Далее уцмий, набрав из кайтагцев и акушинцев большое войско, осенью 1711 года сам прибыл в Мюшкюрский магал и «совместно с Хаджи-Даудом занялся управлением». Одновременно из Кази-Кумуха со своим войском прибыл сюда и Сурхай Кази-кумухский. Пришли также джаро-белоканские и цахурские отряды под предводительством Али-Султана. Теперь повстанцы представляли внушительную силу. В объединённом войске насчитывалось до 30 тысяч человек.  
Объединившись в один мощный отряд, Хаджи-Дауд, Ахмедхан Кайтагский и Сурхай Казикумухский приступили к активным действиям в Северном Азербайджане. Отряд в 8 тысяч человек, сообщал А.П. Волынский, «не только деревни, но и городок Акташ разорили. И притом, видя им от персиян препятствия никакого нет, пришли они к Шемахе, около которой в пяти и в четырёх милях разорили множество деревень. Итак мы 5 дней в таком страхе, что ежедневно пришество их в Шемаху ожидали». 
Осенью всё того же 1711 года Ахмед-хан, Хаджи-Дауд, и Сурхай-хан, осадили один из главных центров Ширвана — Шемаху. Встретив сильное сопротивление, они вынуждены были снять осаду, хотя и не оставили намерения захватить Шемаху. Дипломатический курьер Российского государства, проезжая через Ширван, писал, что «около Шемахи многие учинили мятежи, грабежи и ребелии для того, опасаясь я через Шемаху поехать, принуждён назад возвратиться». Не сумев завладеть городом, Ахмед-хан Кайтагский и Сурхай Казикумухский, возвратились в свои владения. «Одновременно с этим, — писал Гасан Алкадари, - уцмий Ахмед-хан оставил в Кубинском ханстве при Хаджи-Дауде часть своего войска под начальством своего родственника Хаспулата, и таким образом, окончательно подчинил себе Кубинский уезд». 
Весной 1712 года Ахмед-хан снова приступил к сбору войска для похода на Шемаху и известил об этом Сурхая Казикумухского, предлагая ему выступить с войском в Кубинский Мюшкюр. Узнав об этом, шах приказал шамхалу Адиль-Гирею, который всё ещё оставался подданным иранского шаха, предотвратить намечаемое выступление горцев. Адиль-Гирей, выполняя приказ шаха, пригрозил уцмию нападением на его владение в случае, если тот снова пойдёт на Шемаху. По этой причине уцмий Ахмед-хан вынужден был остаться в Кайтаге для защиты своего государства, в случае нападения, но отправил часть своего войска к пребывающему в Кубинском ханстве Хасбулату и приказал ему идти на Шемаху вместе с Сурхай-Ханом и Хаджи-Даудом. Объединённые отряды повстанцев вновь подошли к Шемахе и стали готовиться к длительной осаде крепости. В ходе завязавшегося недалеко от города ожесточённого сражения, сефевидские войска под предводительством беглярбека Гасан-хана потерпели полное поражение. Город был взят и разграблен.
В 1719 году состоялось совещание с участием «Сурхая и многих других», проведённое по инициативе Ахмед-хана на равнине Кафири к северу от Дербента, где среди прочего обсуждались и обстоятельства осады Шемахи. И очень скоро восставшие приступили к реализации намеченных планов, главным из которых был захват Шемахи. Шедшие на помощь шаху Хусейну войска дагестанцев стали нападать на города Ширвана. Первым из городов, к которому подступили отряды повстанцев, был Шабран — один из главных центров Ширвана. Находившийся в городе малочисленный гарнизон иранских войск не смог оказать сопротивление численно превосходящим отрядам повстанцев. В июне 1720 года, город был взят. В июле 1721 года Хаджи-Дауд в союзе с Сурхаем Кази-Кумухским, Ахмед-ханом (по другим данным кайтагские отряды) и Али-Султаном, взяли и разорили Шемаху.

Далее в 1722 году, последовал знаменитый поход Ахмед-хана Кайтагского и Хаджи-Давуда, на земли за Курой и Араксом, включая Сальяны и Ардебиль. Взятие Ардебиля описывается в рукописи «О борьбе дагестанцев против иранских завоевателей»:
«Ахмадхан-усуми пошел с войском Хайдака, Сирхи, Акуши и Хаджжи Давуда на Ардабил, [войска его] легко захватили город, уничтожили защитников, захватили их имущество. Окрестные районы попросили пощады. Это случилось в пятницу, в четырнадцатый день месяца ша'бан 1134 (30 мая 1722) года. Затем войска вернулись в свои края благополучно с добычей».
И.Г. Гербер особо отмечал, что именно после похода на Ардебиль сильно выросли «вклады» местных владетелей в хранилищах Кубачи: 
«а особливо Сурхаевы деньги и богатство здесь лежало, которое немало умножилось во время мятежа, как бунтовщики Ардебиль и другие места разорили и ограбили».
После этого, Ахмад-хан оставался долгое время в Шемахы (по другой версии, был в Кайтаге), а когда услышал о прикаспийском походе Петра I, вернулся в Кайтаг и стал готовиться к сражению с ним.

## Сопротивление Петру I и отношения с Россией
Осенью 1722 года Ахмед-хан вместе с Султаном-Махмудом Утамышским вступил, в сражение с русскими войсками. Выждав удобный момент объединённое войско атаковало армию Пётра, направлявшегося в Дербент — произошла битва у реки Ничке-Ауз (Инчхе), где в результате упорного боя русские войска одержали победу, понеся большие потери, породившие слух о проигрыше. Но всё же кайтагцев оставалось слишком мало военных сил, чтобы и дальше противостоять превосходившей их в количестве армии. Всадники уцмия отошли к предгорьям, понеся небольшие потери.
23 августа уцмий направляет Петру прошение о принятии его на «царскую службу». Но почти сразу после этого Ахмед-хан снова начал сопротивление. Адиль-Гирей в письме от 23 октября 1722 года Петру I писал: «по отшествии вашем злодей и изменник усмей сего сентября в 17 день со своим войском напал на новопостроенную от вас в Кайтаге фортецию, человек с 150 побили и пушки отобрав с собою 2 увез...». 

Послание Петру от дербентского наиба Имам-Кули-бека от 27 сентября 1722 г.: 
«по возвращении вашего величества отсюда построенную по указу вашего величества крепость по реке Дарбаге изменник усмий взял и пред тою крепость найдено убитых три человека, и прочие все убиты в городе, а которая крепость на Рубасе и к той собравшись Мясум (майсум) через три дня приступил и бился, в которой баталии человека, с четыре из казаков убили и восемь человек из солдат ранили и слышали мы, что Дауд-бек собравшись многолюдством намерены к тому городу приступать».
Пётр I в послании Сенату об этом пишет следующее: 
«в крепости Святой Крест к нам присоединились калмыки, которые тот час же были отправлены с 1000 человек донских казаков для большого наказания уцмия, тревожившего нас и при обратном движении, которого намерены сами посетить, но за скудностью и худобою оставшихся лошадей того учинить не могли».

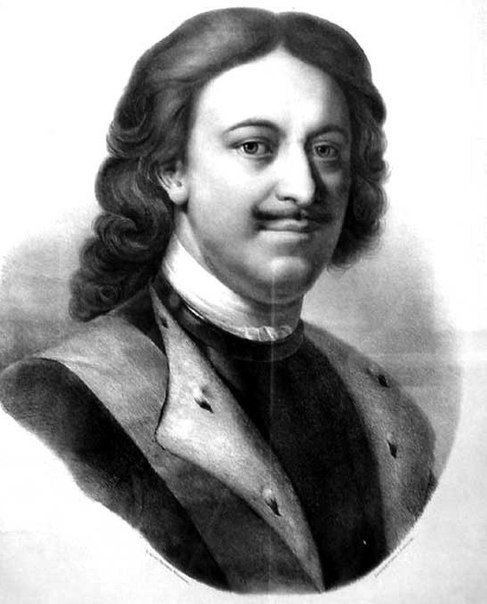
Портрет Петра I

Посланный отряд "разбил на всех пунктах неприятеля, разорил до основания все селения в Нижнем Кайтаге, но, получив вновь огромную добычу разного рода, имуществом и скотом, возвратился к армии с 350 человек пленных".

Но эта карательная акция подтолкнула уцмия к ещё более активным действиям. Отношения с Петром были испорчены серьёзно. Царь в ноябре 1722 года писал: 
«ежели кто из горских владельцев будет искать нашей протекции, то оных принимать — кроме уцмия и утамышского владельцев как нам противных... Драгунам конным надлежит с казаками действовать и, как только возможно, разорять уцмия и прочих противных — также помогать дербентцам в их нуждах, прикрывая их полевые работы...».
Ахмед-хан подвергал частым нападениям Дербент и разорял близлежащие деревни. Хаджи-Дауд и уцмий атаковали город сверху и с юга. Хаджи-Дауд вскоре ушёл, а уцмий без значительных потерь до ноября сжигал поля и уничтожал дербентские сады.
В Дербенте стало сильно нехватать продовольствия. Ухудшались отношения уцмия и с Сурхай-ханом Казикумухским. 
Тем временем уцмий оставляет Кайтаг и отправляется в Ширван, но чтобы обезопасить своё владение от нападений царских войск, он одновременно ведёт переговоры с русскими властями о вступлении в российское подданство. Процесс этот оказывается долгим и тяжёлым, на что, по-видимому, и рассчитывал уцмий, ведь его цель не подданство, а безопасность, и пока идут переговоры, можно не опасаться нападения. Он активно действует в Ширване. За это время у шамхала и уцмия было уже три сражения с шемахинцами. У шемахинцев потерь было в десять раз больше, чем у горцев. К тому же они в «уезде шемахинском разорение многое учинили побрали скотину и хлеб не снятой потолочили...». Шемахинцы пошли на уступки: «...шемахинцы принуждены были договор учинить с шевкалом и усмеем под присягою дабы шемахинцы приняли детей шевкаловых, сына усмеева в Шемаху наипами, что от шемахинцов и дозволено, к тому ж подарили шевкала и усмея двумя лошадьми и сот на пять парчей и протчего...». Но детей своих шамхал и уцмий здесь не оставили.
В это время русские получают известие о том, что дагестанские владетели готовятся к военному походу в Грузию и Армению. По всей видимости, дагестанцы готовят мощную военную акцию, направленную против русских в Дагестане. Они не забывают обезопасить себя от возможного нападения со стороны союзников России в этом регионе — Грузии и Армении. 
Открытое военное выступление вместе с шамхалом и другими против России было последней попыткой сохранить независимость. Поддержку Ахмед-хану и Адиль-Гирею, обещали оказать также турки, но когда Ахмед-хан осознал напрасность своих ожиданий по поводу помощи турок, решил не выступать. Попытка Адиль-Гирея захватить крепость Святой Крест провалилась, его отряды разбили, а его самого пленили и выслали в Россию.
Совсем скоро уцмий Кайтага вновь изъявил желание служить российскому правительству, дал присягу в верности со своими сыновьями и старшинами и отдал аманатов в Дербент. Кубачинцы присягнули с уцмием в 1725 году. Через год под уговорами Ахмед-хана присягают и акушинцы. Далее уцмий включил территории акушинцев в свои владения, оправдывая это защитой акушинцев от России.
Официальная присяга была принесена уцмием Ахмед-ханом в садах в 4 верстах от Дербента в 1727 году. Но Ахмед-хан и его подданные устраивали набеги на местные области и кадийства и угоняли скот зимой 1732 года, за что Ахмед-хан получал только выговоры. Это, а также последующие антироссийские акции, говорили о том, что на деле эта присяга не исполнялась.
В связи с изменением соотношения сил на Востоке в пользу Ирана, положение в Дагестане усугублялось. Став фактически правителем Ирана, Надир-шах стал готовиться к продолжению войны с Турцией за возвращение отторгнутых иранских провинций. Узнав о намерениях Надира, султан отправил указ крымскому хану готовиться к войне. Это обращение нашло отклик: хан Каплан-Гирей, жаждавший случая напасть на Кабарду и Дагестан, с готовностью ответил, что «он нашёл дорогу к посылке татар в Персию через Кавказские горы, близ Дагестана».
Предвидя нелёгкую борьбу с Россией, правители Османской империи и Крыма пытались заручиться поддержкой северокавказских владетелей, обратившись к ним с воззванием с целью склонить их на свою сторону, чтобы они оказали содействие походу крымского войска через Кабарду, Чечню и Дагестан. Такие воззвания были отправлены и к уцмию Ахмед-хану, чеченскому князю Патуду, сын Адиль-Гирея, Хасбулату и друтим. Эти воззвания попали в руки генерала Левашева, который отправил их оригиналы в Стамбул, а копии и переводы с них — резиденту Неплюеву. Получив эти обличительные документы, российское правительство предписало резиденту заявить решительный протест Порте, что и было сделано согласно дипломатическому этикету.
Пока шла словесная дуэль между Петербургом и Стамбулом, на Кавказе начались военные действия. Российские войска атаковали крымцев на территории Чечни и на время приостановили их продвижение. Затем, при помощи чеченского князя Айдемира Бартиханова и уцмия Ахмед-хана, крымские войска разбили небольшой отряд русских войск под командованием Краснощекова и достигли селения Тарки. Здесь крымский хан обласкал примкнувших к нему сыновей уцмия Ахмед-хана и Сурхай-хана. Сам уцмий был помилован титулом трехбунчужного паши. Так, уцмий Ахмед-хан снова оказывался в лагере неприятелей России.
Далее крымское войско направилось к Дербенту. Недалеко от Дербента к ним присоединились зависимые от уцмия кайтагского старшины. Здесь, у Дербента, «возмущение Табасарана и уцмийских владений» заставило командовавшего в Дербенте генерал-майора Бутурлина снять со всех постов и укреплений гарнизоны и сосредоточиться уже для защиты самого города.

Русский гарнизон Дербента отразил крымский натиск, и основная масса крымского войска остановилась на Теркемейской равнине. Лишь небольшой их отряд смог пройти в Ширван с помощью Сурхая и присоединиться к турецким гарнизонам, находившимся там. Российское правительство, обеспокоенное таким поворотом событий, предприняло ряд мер для восстановления спокойствия на Кавказе после крымского нашествия. Против изменившего уцмия Ахмед-хана было направлено войско. Уцмий Ахмед-хан, учитывая вероятность такого развития событий, стал готовиться к отражению русских войск, направленных в Кайтаг. Грузин Тамаз Мамуков, который убежал из селения Башлы, сообщал:
«уцмий посылал вторично детей своих в тавлу и собрали ис Тавлинских деревень Сирга, Акуши, Кайтаги, Мускуры, Хули, Хуратишили, Калакни, Каргураш, Куракадар, Муйре, Кубечи тысячи с 3, а когда русское войско придет, тогда они в деревне Баршлу собирутся а всего было как оных так и др. Баршлы жители с 5 или 6 тысяч...». Помимо вышеперечисленных с уцмием он приводит и «утамышевского Махтия с 200 человек, буйнакского владельца Эльдара и некоего Али Салтанова, Ала Аджи человек с 30 и прочие знатные старшины».
Учитывая всё это, российское военное командование решило укрепить гарнизон в Дербенте. Для этого генерал Еропкин с двухтысячным отрядом и тремя пушками был направлен в Дербент, а спустя несколько дней туда же выступил и сам принц Гамбургский с 500 казаками. Тем самым, дербентский гарнизон был значительно усилен. 17 сентября Еропкин с отрядом в 6 тысяч человек двинулся к главной резиденции уцмия аулу Башлы, правда, заодно разорив множество близлежащих деревень. 21-числа аул был взят штурмом и разрушен до основания. Тот же грузин Тамаз Мамуков сообщает об интересных эпизодах сражения в Башлы. Там у уцмия было 10 пушек, расположенных по стенам башен, «сделаны они в его деревне Кубачах, а как русское войска в дер. Баршлы вошло, то усмей лёгкие пушки увёз с собой, а тяжёлые оставил здесь, а из пушек палили кубачинские жители».
Уцмий Ахмед-хан стал искать покровительства Турции. Однако Порта на тот момент от открытой протекции над уцмием воздержалась, хотя и отправила тайные указы хану Каплан-Герею и Сурхаю «войско сбирать», взаимодействовать «с усмеем и прочими дагестанскими князями согласиться и к действам в готовности быть».
Однако реализовать эти планы Порте не пришлось. В ноябре 1733 года Надир нанёс сокрушительное поражение 40-тысячной армии турок, что остудило пыл и притязания последних в отношении Дагестана. После этого бунтующие дагестанские владетели повторно приняли присягу и вошли в российское подданство.

## Отношения с Ираном, война сНадир-шахом

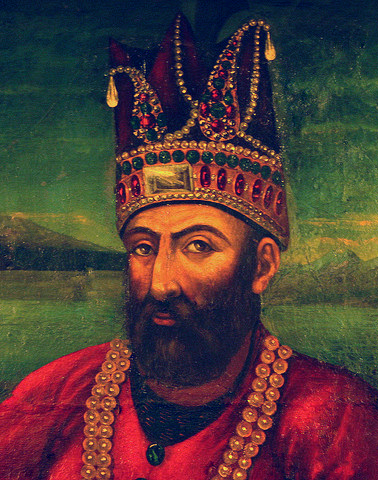
Надир-шах

Обстановка в регионе начала меняться, Надир, став шахом Ирана, подписал несколько соглашений с Россией о выводе русских войск из Ширвана и приграничных территорий. В 1735 году шах, оккупировав часть Кайтага, вынудил уцмия к капитуляции. Таким путём Ахмед-хан вошёл в доверие к Надиру, который, отправляясь в Индийский поход 1736 года, поручил ему вместе с шамхалом Хасбулатом сохранить шахскую власть на захваченных им территориях Дагестана. Но эти указы так же, как и присланные шахом в августе – сентябре 1738 года, остались невыполненными. Узнав об этом, Ахмед-хан стал отходить от шаха и принял активное участие в разгроме 32-тысячного войска под командованием его брата Ибрагим-хана в Джаро-Белоканах в сентябре 1738 года. Чтобы отомстить за своего брата в марте 1741 года шах начал очередной поход на Дагестан со 100-тысячной армией, чтобы «искоренить горцев» или «изгнать их из гор». Авангардные иранские части развернули наступление через Барду, Кабалу, Шахдаг и, ломая сопротивление местных горцев, беспощадно расправляясь с ними, к концу мая достигли Дербента.
В 1741 году — после падения Гази-Кумуха, опытный стратег Ахмед-хан догадывался что Надир-шах пойдёт на Кайтаг сразу с двух сторон. Для защиты от персидского натиска с западного фланга были построены бастионы с артиллерией вокруг Кубачи. Дальнейшее противостояние в лоб уже подошедшей основной армией противника во главе с Лютф-Али-Ханом уцмий посчитал нецелесообразным. Уцмий, зная о планах персов пойти на соединение с своим союзником шамхалом Хасбулатом, предпринял обычную тактику в таких случаях, «Скифскую тактику», то есть, постоянно давая арьергардные бои, сам двинулся на соединение со своим затем и тёзкой Ахмед-ханом Мехтулинским, одновременно заманивая противника всё дальше, затягивая его войска в враждебной ему стране. Оперативная обстановка заставила уцмия вернутся из Мехтулы, и возглавить оборону Кубачи, уцмий Ахмед-хан вместе с жителями Кубачи и окрестных сёл в течение трёх недель сдерживал натиск 24-тысячного корпуса под командованием Лютф-Али-хана.
После затяжной кровопролитной битвы Ахмед-хану пришлось капитулировать на условиях того, что иранцы покинут Кайтаг и оставят в Кубачи власть за выборными старейшинами. Окрылённый успехом Надир-шах, преследуя сыновей Сурхай-хана, со своим войском размером в 52 тысячи, двинулся в сторону Андалала, где скапливались враждебные ему горцы.
1741 год, Андалальское сражение, народы Дагестана разбивают Надир-шаха в Андалале.
После этого разгрома Надир-шаху больше ничего не оставалось, кроме как отступать в сторону Дербента. Часть своих войск Надир-шах поручил уцмию Ахмед-хану, у которого всё ещё находились в плену родственники, провести в Дербент через Кайтаг, приказав к тому же захватить в Кара-Кайтаге семьи заложников и доставить их в Дербент. Связавшись с Ахмед-ханом Мехтулинским и его сторонниками, уцмий подготовил внезапное нападение на персидский сводный отряд в долине Башлычая в ущелье Капкай. Во середине осени в узком и длинном ущелье, в 3 км от Башлы, кайтагцы под руководством уцмия Ахмед-хана и мехтулинского Ахмед-хана устроили засаду, внезапно атаковали персидский отряд и, преградив ему путь через ущелье, нанесли страшное поражение. Сражение в Капкайском ущелье является вторым крупным сражением после Андалальского. По словам курьера Калушкина, «горцы, напав на войско, всех побили, токмо ушло в Дербент человек до ста и то нагие».
В 1742 году Надир-шах предпринял очередной поход в Кайтаг для овладения крепостью Кала-Корейш, чтобы в дальнейшем оттуда выдвинуться в Аварию. Прошла Осада Кала-Корейша.
После падения Кала-Корейша Ахмед-хан перебрался в Хунзах где продолжил свою анти-иранскую деятельность, вскоре он вернулся в Кайтаг, откуда начал делать постоянные набеги на иранские лагеря вблизи Дербента. Персы потеряли весь свой контроль в Дагестане, исключением был только Дербент, который до последнего оставался последним оплотом иранской власти в Дагестане и откуда шли постоянные походы иранских войск на соседние области. Отряд уцмия Ахмед-хана вблизи Дербента в 1745 году наголову разбил шахское войско под командованием Гани-хана. В 1747 году уцмий вытеснил иранский гарнизон в Дербенте. 
Ахмед-хан умер зимой 1749—1750 годов в месяце мухаррам, между 11 декабря и 9 января. 

## Оценки правления

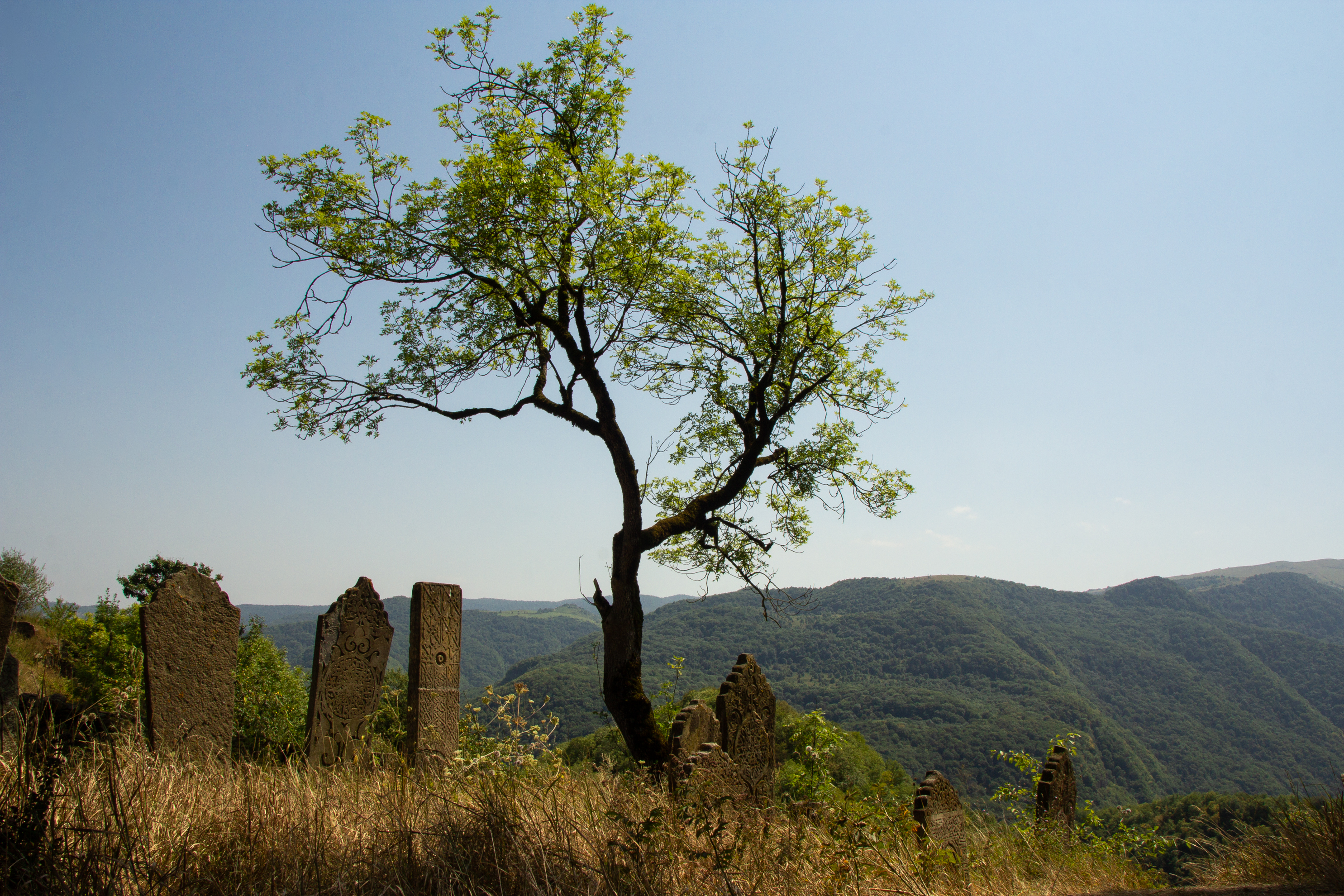
Кладбище уцмиев в Кала-Корейше

Он, подобно Рустам-хану, оказался одним из самых долголетних правителей Кайтага... Это был настоящий сын своего века, отразивший все его противоречия - энергичный, дальновидный, неутомимый даже на склоне лет, одновременно и дерзкий, и осторожный, и в то же время не чуждый захватов и коварства, Ахмед-хан был ярким выразителем той «политики лавирования», которая характерна для феодальных верхов Дагестана XVI- XVIII вв.
Р. М. Магомедов
Почти полувековая деятельность уцмия Ахмед-хана позволяет отнести его к редкостным мастерам традиционной для XVI -XVIII вв. «политики лавирования». При нем происходит возвышение Кайтагского уцмийства, укрепление его внутренней структуры и расширение границ. Он даже сумел объединить в рамках единого «владения» почти все даргинские земли, и что особенно важно — оба наиболее крупных территориально — политических объединения: Уцми- Дарго и Акуша-Дарго, однако скрепить их и сохранить, как единое политическое пространство он не смог
А. О. Муртазаев